# A vakok országa
A vakok országa (angol eredeti cím: The Country of the Blind) H. G. Wells angol író novellája. Először a The Strand Magazine 1904. áprilisi számában jelent meg, majd 1911-ben Wells novelláinak gyűjteményében, a The Country of the Blind and Other Stories című kötetben szerepelt. Ez Wells egyik legismertebb novellája, és a vaksággal foglalkozó irodalomban is kiemelt szerepet kap.
Herbert George Wells később átdolgozta a történetet, a kibővített változatot először 1939-ben adta ki egy angol magánnyomda, a Golden Cockerel Press.

## A cselekmény összefoglalása
Miközben egy Nuñez nevű hegymászó megpróbálja megmászni az  ecuadori  Andok Matterhornjának tartott Parascotopetl (egy fiktív hegy) addig még meg nem hódított csúcsát, megcsúszik és lezuhan a hegy túlsó oldalán. Zuhanását követően, hála a hatalmas hópárnának, amire esik, életben marad. A hegy árnyékában a lejtőkön lefelé haladva egy völgyre akad, amelyet minden oldalról meredek sziklafalak vesznek körül és választanak el a külvilágtól. Nuñez nem tudja, hogy a „Vakok országába” keveredett. 
A völgy a spanyol uralkodók zsarnoksága elől idemenekülő perui félvér telepesek menedéke volt. Egy hatalmas földrengés megközelíthetetlenül körbezárt völgykatlanná változtatta.. Az elszigetelt közösség az évek során tovább virágzott, annak ellenére, hogy egy betegség már korán lecsapott rájuk, mely idővel minden újszülöttet megvakított. Ahogy a vakság lassan, több generáción keresztül öröklődött, az emberek épen maradt érzékei egyre jobban kifinomultak, és mire az utolsó még látó „országukbeli” is meghalt, a közösség teljesen alkalmazkodott a látás nélküli élethez.
Nuñez leereszkedik a völgybe, és egy szokatlan településen találja magát, ablak nélküli házakkal és ösvényekkel körülhatárolt utak hálózatával körülvéve. Miután rájön, hogy itt mindenki vak, Nuñez elkezdi magában ismételgetni a mondást, miszerint: „Vakok között félszemű a király”. Úgy gondolja, hogy akár fel is világosíthatná, tanítgathatná majd őket, akár a vezetőjük is lehetne idővel. De nem jön be számítása, a vakoknak elképzelésük sincs a látásról, és nem is értik az erőlködéseit, miért akarja nekik elmagyarázni az ötödik érzéket. A csalódott Nuñez dühössé válik, de a vakok lecsillapítják, és ő ezt követően, vonakodva ugyan, de elfogadja az életformájukat mert a külvilágba való visszatérése lehetetlennek tűnik.
Nuñez a helybeli Yacobnál kap munkát. Vonzódni kezd Yacob legkisebb lányához, Medina-Sarotéhoz. Nuñez és Medina-Saroté hamarosan egymásba szeretnek, és miután Nuñez elnyerte a lány bizalmát, lassan megpróbálja legalább neki elmagyarázni neki a látás mibenlétét. Azonban Medina-Saroté sem tudja elhinni Nuñez „meséjét", csak képzelődésnek tartja azt. Amikor Nuñez megkérné a lány kezét, a falu vénei nem engedélyezik az eljegyzést a látással kapcsolatos beteges megrögzöttsége, gyógyíthatatlannak vélt „betegsége" miatt.  
A falu orvosa végül segítőkészen azt javasolja, hogy távolítsák el Nuñez szemét, azt állítván, hogy az a – nekik ilyen megduzzadt formában ismeretlen –  testrész beteg és „erősen kitágult”, és emiatt „az agya állandóan ingerült és zavart állapotban van”. Nuñez vonakodva beleegyezik a műtétbe, mert szerelmes Medina-Sarotéba. Azonban a műtét napján, napkeltekor, miközben a falu összes lakója alszik, Nuñez, a vakok „kikosarazott királya" elindul vissza a megmászhatatlan hegyekbe (ellátmány és felszerelés nélkül) mégis szerencsét próbálni, abban a reményben, hogy valahol mégis talál majd egy átjárót vissza a külvilágba, és így megmenekülhet a völgyből. 
Az eredeti történetben Nuñez addig mászik a környező hegyek között, amíg be nem sötétedik, és meg nem pihen. Gyenge, vágásokkal és zúzódásokkal van tele, de boldog a csillagok fényében, hogy örökre megmenekülhet a völgyből...  
Sorsára nem derül fény.
A történet átdolgozott és kibővített 1939-es változatában Nuñez távolról látja, hogy sziklaomlás készülődik. Megpróbálja figyelmeztetni a völgylakókat, de azok ismét csak gúnyolódnak „képzelt” látásán. 
Végül, a hegyomlás előtti utolsó pillanatban sikerül elmenekülnie a völgyből, és magával viszi Medina-Sarotét is.

## Szereplők

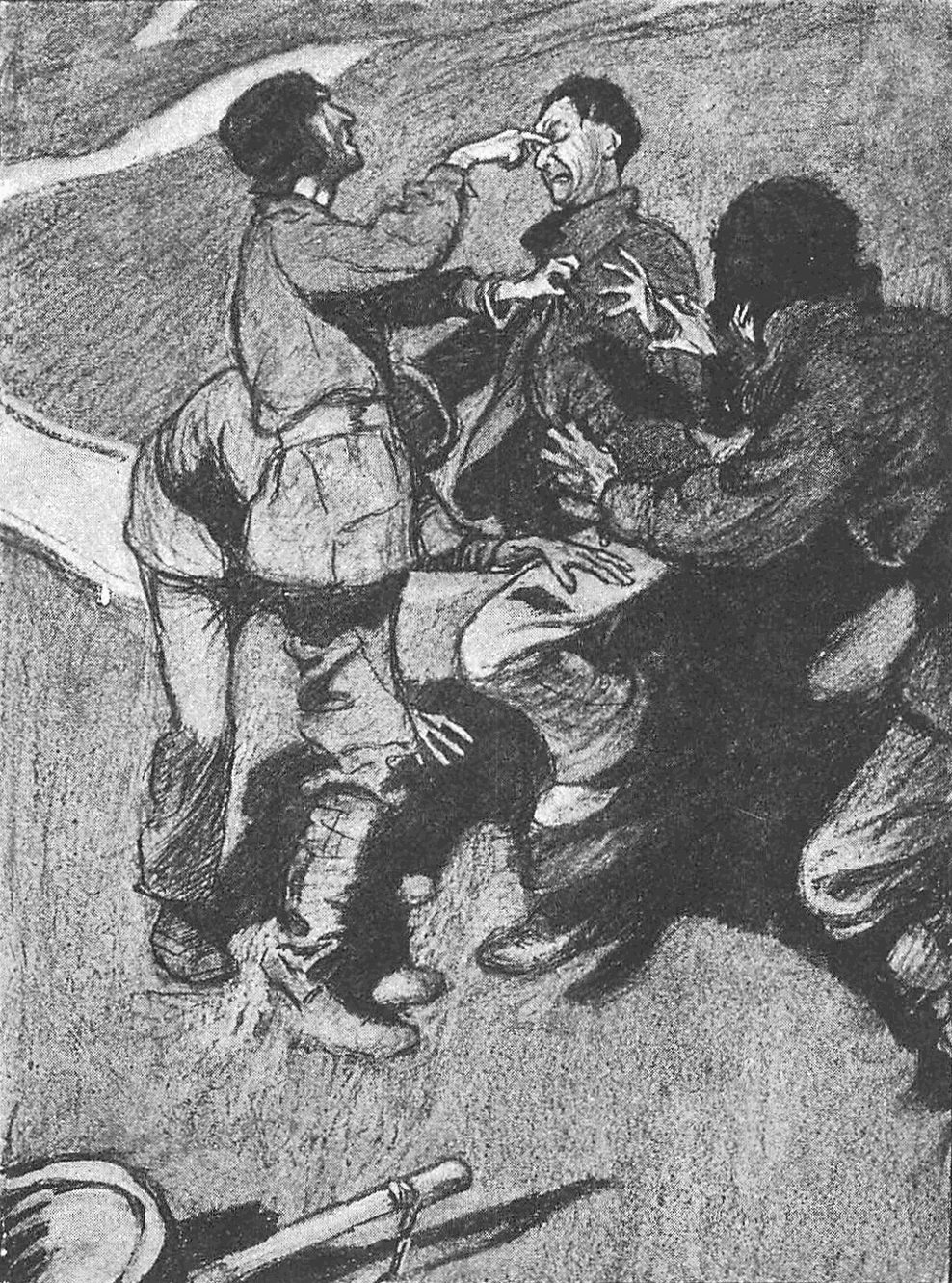
"Óvatosan! - kiáltotta, ujját a szemébe tolva."

- Nuñez, a vakoktól kapott nevén Bogota – egy hegymászó a kolumbiai Bogotából
- Yacob – Nuñez gazdája
- Medina-Saroté – Yacob legkisebb lánya
- Pedro – Yacob unokaöccse
- Correa – Pedro barátja

## Feldolgozások
- A történetből több rádióadaptáció is készült. Az Escape, az amerikai CBS rádiójátékokat sugárzó műsora, 1947-ben, a Hálaadás hetében mutatta be a William Conrad főszereplésével készült változatot, amely egy másik befejezést tartalmazott, amelyben Nuñez egyedül megmenekül a völgyből (és ezért tudja elmesélni a történetét), de közben megvakul a hó állandó vakító fénye miatt. Az Escape egy másik változatát 1948. június 20-án sugározták, Paul Frees főszereplésével. 1954-ben, 1957-ben és 1959-ben a CBS rádió Suspense című műsora újra leadta ezt a változatot. A CBS Radio Mystery Theater műsora 1979. május 7-én sugárzott egy újabb rádióadaptációt Az éden keresése címen, melyben a főszereplők nevét megváltoztatták - Nunezt Carlosra, Medina-Sarotét pedig Évára nevezték át. A BBC a történetet két másik Wells novellával együtt dolgozta fel, ebben a változatban csak a történet végén derül ki, hogy a mesélő maga a cselekmény főszereplője.[3]
- A Frank Gabrielsen által írt forgatókönyvet 1962-ben forgatták le a The DuPont Show of the Week című tévéműsor részére. Az egyórás epizód címe "The Richest Man in Bogota" volt, és 1962. június 17-én került adásba, a főszerepben Lee Marvin mint Juan de Nuñez, és Míriam Colón mint "Marina" (nem Medina-Saroté, mint az eredeti történetben).[4] Ebben a történetben kitudódik, hogy a völgy vizében lévő fertőzőanyag okozta a lakosok vakságát. Az epizód végén Juan de Nuñezről kiderül, hogy ő is vak lett.
- Az orosz Szojuzmultfilm stúdió 1995-ben készített egy néma, 19 perces animációs filmadaptációt a Vakok országa (Страна Слепых) címmel.[5]
- A vak, szigetre tévedő főhős témáját a Mohanlal főszereplésével készült 1997-es Guru című festői filmben is felhasználták.
- Mark-Anthony Turnage zeneszerző kamaraoperát írt a történet alapján, amely 1997-ben készült el.
- Egy színpadi változatot írt Frank Higgins és Mark Evans, az eddigi egyetlen előadás a Kansas City-i The Coterie Theaterben volt, Missouri államban, 2006-ban.
- A Mandarin Companion könyvcsalád részeként 盲人国 (Mángrén Guó) címmel kínai feldolgozást is készítettek a novellából egy kínai tankönyvbe. Ebben a helyszínt Ecuadorból a kínai Guizhou tartományra változtatták. A befejezésben egy fordulat arra utal, hogy az embereket sújtó vakság fertőző.[6]
- A vakok országa hangos változatát malajálam nyelven Indiában is megjelentették.
- A témában (vakok közössége és a látás konfliktusa) See címen készült filmsorozat: https://en.wikipedia.org/wiki/See_(TV_series)

## Fordítás
Ez a szócikk részben vagy egészben  a   The Country of the Blind című angol Wikipédia-szócikk ezen változatának fordításán alapul.  Az eredeti cikk szerkesztőit annak laptörténete sorolja fel. Ez a jelzés csupán a megfogalmazás eredetét és a szerzői jogokat jelzi, nem szolgál a cikkben szereplő információk forrásmegjelöléseként.